# Bahnhofstraße 5 (Grebenstein)

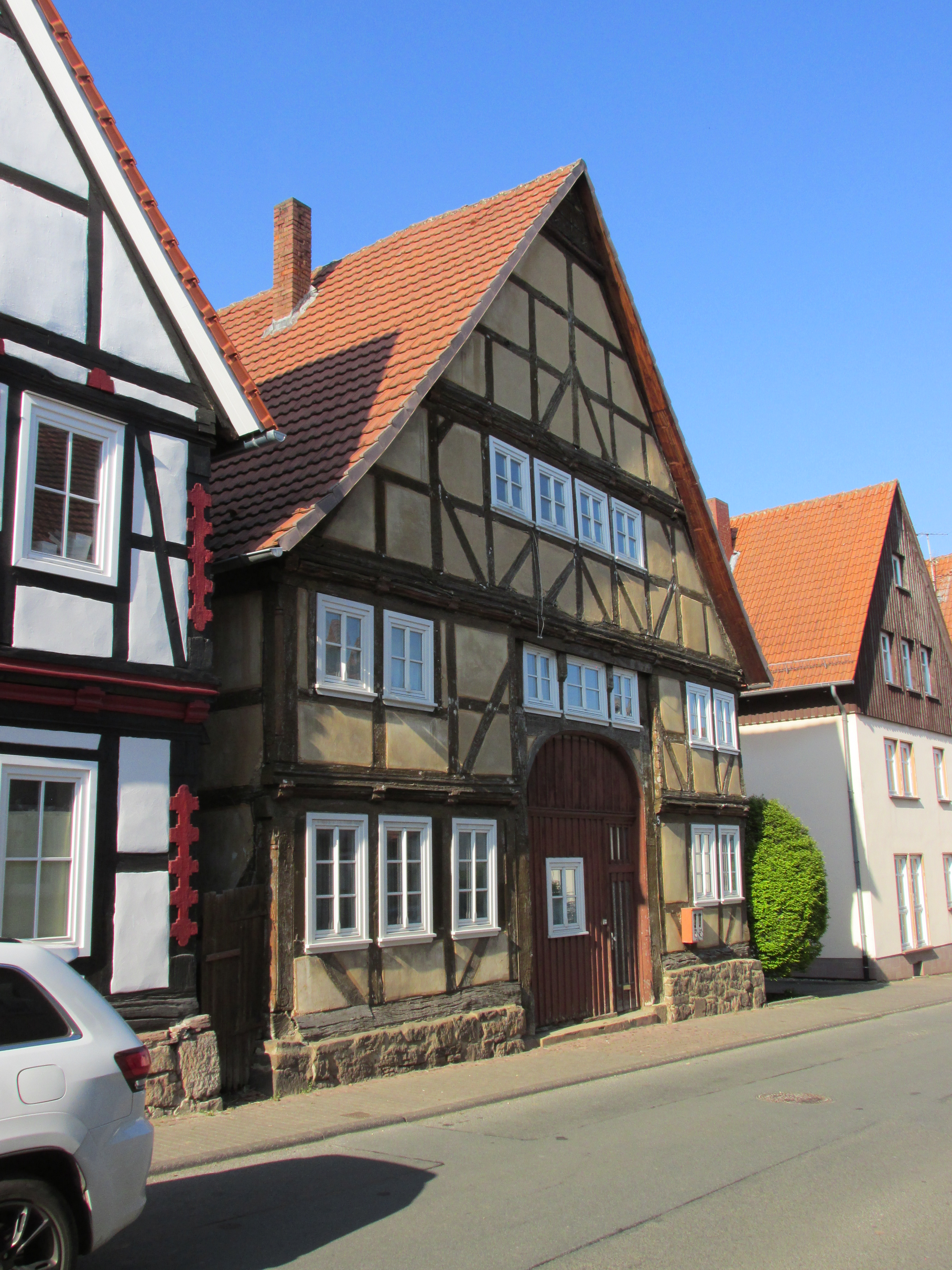
Fachwerkhaus Bahnhofstraße 5 in Grebenstein

Das Gebäude Bahnhofstraße 5 in Grebenstein, einer Stadt im Landkreis Kassel in Nordhessen, wurde 1704 errichtet. Das Fachwerkhaus ist ein geschütztes Kulturdenkmal.
Der zweigeschossige Rähmbau mit regelmäßiger Stützenstellung entspricht dem Typ eines Längsdielenhauses. Der Rähmüberstand ist profiliert und die Eckständer sind mit geschnitztem Rundstab geschmückt.
Der originale Torrahmen mit Beschlagwerkornamentik, Rundstab sowie Inschriftbalken ist erhalten.